# Cazeină
Cazeina (din latină caseus, „brânză”) este numele unei familii de fosfoproteine înrudite (αS1, αS2, β, κ). Aceste proteine sunt de obicei găsite în laptele mamiferelor, alcătuind 80% din proteinele din lapte de vacă și între 20% și 45% din proteinele din laptele uman.
Cazeina are o mare varietate de utilizări, fiind o componentă importantă în brânză, se utilizează și ca aditiv alimentar, sau ca liant pentru chibrituri. Ca sursă de hrană, cazeina furnizează aminoacizi, carbohidrați și două elemente esențiale, calciu și fosfor.

## Beneficii
- Cazeina este o proteină 100% pură și naturală cu efect de absorbție lentă. Rata de absorbție lentă ajută la prevenirea corpului de a intra într-o stare catabolică, făcând consumul acestei proteine ideal înainte de somn sau înainte de orice altă perioadă lungă de timp, când se știe că nu se vor consuma proteine.
- Se descompune încet în sistemul digestiv, menținând stomacul plin pentru mai mult timp și în același timp furnizând aminoacizi importanți în dezvoltarea mușchilor.